# Ferencszállás
Ferencszállás község Csongrád-Csanád vármegye Szegedi járásában.

## Fekvése
Csongrád-Csanád vármegye déli részén, Makótól nyugatra, a Maros partján fekvő település.
Makó 10,5, Kiszombor 6, Klárafalva 2,5, Deszk 9,5 kilométer távolságra található. Közigazgatási területének északi határát a Maros folyása jelöli ki – azon túl maroslelei és makói külterületek határolják –, további szomszédai kelet felől Kiszombor, nyugat felől pedig Klárafalva. Dél felől Deszkhez tartozó, jobbára lakatlan külterületek határolják, de ez utóbbi település központja valójában nyugatra fekszik tőle, közel 10 kiloméeres távolságban.

### Megközelítése
A településen nyugat-keleti irányban végighúzódik a Szegedtől Makóra, majd onnan Románia (Arad) felé továbbvezető 43-as főút, így közúton az említett városok mindegyike felől ez a leginkább kézenfekvő megközelítési útvonala.
Áthalad a területén, a község déli széle közelében a Békéscsaba–Kétegyháza–Mezőhegyes–Újszeged-vasútvonal is, aminek korábban megállóhelye is volt itt, Ferencszállás megállóhely, ahova a községből a 43 307-es számú mellékút vezetett. A megállóhely azonban, a központtól való viszonylag nagy távolsága miatt idővel kihasználatlanná vált, emiatt pedig bezárásra került.

## Története
1828-ban báró Gerliczy Ferenc alapította. Nevét az alapító földbirtokos keresztnevéről kapta.
1810-1814 között dohányszárító pajták álltak a falu helyén, amit az egykori térképek Kukutyin pusztának neveztek, ahonnan a mai Ferencszállás helyére települtek.

## Közélete

### Polgármesterei
- 1990–1994: Drenkovics Mihály (független)[4]
- 1994–1998: Faragó János (független)[5]
- 1998–2002: Faragó István János (független)[6]
- 2002–2006: Domokos István (független)[7]
- 2006–2010: Domokos István (független)[8]
- 2010–2014: Jani János (független)[9]
- 2014–2019: Jani János (független)[10]
- 2019–2024: Jani János (független)[11]
- 2024– : Jani János (független)[1]

## Népesség
A település népességének változása:
| Lakosok száma | 624  | 610  | 605  | 594  | 579  | 583  | 625  | 606  | 617  |
|               | 2013 | 2014 | 2015 | 2018 | 2020 | 2021 | 2022 | 2023 | 2024 |

2001-ben a település lakosságának 97%-a magyar, 2%-a cigány, 1%-a német nemzetiségűnek vallotta magát.
A 2011-es népszámlálás során a lakosok 95%-a magyarnak, 0,3% cigánynak, 0,2% lengyelnek, 0,6% németnek, 1,4% románnak, 0,5% szerbnek mondta magát (5% nem nyilatkozott; a kettős identitások miatt a végösszeg nagyobb lehet 100%-nál). A vallási megoszlás a következő volt: római katolikus 50,4%, református 6,3%, evangélikus 0,6%, görögkatolikus 1%, felekezeten kívüli 25,8% (13,6% nem nyilatkozott).
2022-ben a lakosság 90,6%-a vallotta magát magyarnak, 1% cigánynak, 1% románnak, 0,8% szerbnek, 0,3% örménynek, 0,3% bolgárnak, 0,2% lengyelnek, 0,2% horvátnak, 3% egyéb, nem hazai nemzetiségűnek (9,4% nem nyilatkozott; a kettős identitások miatt a végösszeg nagyobb lehet 100%-nál). Vallásuk szerint 27% volt római katolikus, 4,8% református, 0,8% görög katolikus, 0,2% evangélikus, 0,2% ortodox, 2,4% egyéb keresztény, 0,5% egyéb katolikus, 23,7% felekezeten kívüli (40,2% nem válaszolt).

## Kukutyin
Ferencszállás része Kukutyin puszta. Innen ered a Kukutyinba zabot hegyezni mondás.

## Testvértelepülések
- Székelydobó, Székelyföld (2011)[15]